# کاری (آیداهو)
کاری(به انگلیسی: Carey) شهری در شهرستان بلین ایالت آیداهو است که جمعیت آن در سرشماری سال ۲۰۱۰ میلادی ۶۰۴ نفر بوده‌است.